# Eccellenza Veneto 2020-2021
Il campionato italiano di calcio di Eccellenza regionale 2020-2021 è il trentesimo organizzato in Italia. Rappresenta il quinto livello del calcio italiano. 

## Stagione
Il Comitato Regionale della Regione Veneto, ufficializza il passaggio da 32 a 36 squadre, suddivise in due gironi da 18 squadre.

### Avvenimenti
Dalla Serie D/C, sono retrocesse Vigasio e Villafranca Veronese a cui si aggiungono Bassano, Opitergina, Pescantina Settimo, San Giorgio In Bosco, Scardovari e Schio, promosse dal campionato di Promozione Veneto 2019-2020. Sono state promosse in Serie D 2020-2021 l'A.S.D. Sona e l'A.S.D. Union San Giorgio Sedico, vincitrici rispettivamente dei gironi A e B dell'Eccellenza Veneto 2019-2020, mentre retrocedono in Promozione Veneto 2020-2021 il Team Santa Lucia Golosine e l'Union Q.D.P..
A seguito delle disposizioni del DPCM del 3 novembre 2020, che sostituiscono quelle del 24 ottobre, sulla pandemia di COVID-19, ogni tipo di attività agonistica è stata sospesa fino al 3 dicembre 2020 ed è poi ripresa con gli allenamenti. Ipoteticamente si era prevista la ripresa a gennaio 2021 con i recuperi e il 7 febbraio 2021 con il resto del campionato ma è stato spostato ancora a data da destinarsi. Nel marzo 2021 viene decisa la cancellazione dei risultati acquisiti e la ripartenza su base volontaria, con un nuovo format, dal 18 aprile 2021.

## Stagione prima della sospensione

### Girone A

#### Squadre partecipanti
| Club                            | Città                         | Stadio                          | Stagione precedente           |
| ------------------------------- | ----------------------------- | ------------------------------- | ----------------------------- |
| Abano Calcio                    | Abano Terme (PD)              | Stadio delle Terme              | 14° in Eccellenza/A.          |
| A.S.D. Albignasego Calcio       | Albignasego (PD)              | Stadio Massimo Montagna         | 12° in Eccellenza/A.          |
| U.S. Arcella                    | Padova                        | Campo L. Bressan                | 8° in Eccellenza/A.           |
| Bassano                         | Bassano del Grappa (VI)       | Stadio Rino Mercante            | 1° in Promozione/B (promosso) |
| U.S. Belfiorese                 | Belfiore (VR)                 | Stadio Comunale                 | 11° in Eccellenza/A.          |
| U.S.D. Borgoricco               | Borgoricco (PD)               | Campo Sportivo "G. Vecchiato"   | 5° in Eccellenza/A.           |
| A.S.D. Cerealdocks Camisano     | Camisano Vicentino (VI)       | Stadio Cavalier G. Dal Mas      | 6° in Eccellenza/A.           |
| A.C.D. Castelbaldo Masi         | Castelbaldo (PD)              | Stadio Donato e Smanio          | 3° in Eccellenza/A.           |
| A.C. Garda                      | Garda (VR)                    | Stadio Comunale Adriano Cometti | 10° in Eccellenza/A.          |
| U.C. Montecchio Maggiore S.r.l. | Montecchio Maggiore (VI)      | Stadio Gino Cosaro              | 2° in Eccellenza/A.           |
| A.S.D. Pescantina Settimo       | Pescantina (VR)               | Pescantina - Pinarolli Stadium  | 1° in Promozione/A (promosso) |
| S.P. Pozzonovo                  | Pozzonovo (PD)                | Stadio Comunale                 | 13° in Eccellenza/A.          |
| A.S.D. San Giorgio In Bosco     | San Giorgio in Bosco (PD)     | Stadio Comunale "Dino Trento"   | 1° in Promozione/C (promosso) |
| A.C.D. San Martino Speme        | San Martino Buon Albergo (VR) | Stadio "Ugo Pozzan"             | 7° in Eccellenza/A.           |
| Schio                           | Schio (VI)                    | Stadio "De Rigo"                | 2° in Promozione/B (promosso) |
| F.C.D. Valgatara                | Marano di Valpolicella (VR)   | Stadio Comunale Valgatara       | 9° in Eccellenza/A.           |
| S.S.D. Vigasio                  | Vigasio (VR)                  | Stadio Ugo Capone               | 17º posto in D/C (retrocesso) |
| A.S.D. Villafranca Veronese     | Villafranca di Verona (VR)    | Stadio Comunale                 | 20º posto in D/C (retrocesso) |

#### Classifica
- aggiornata al 25 ottobre 2020[5]

|  | Pos. | Squadra              | Pt | G | V | N | P | GF | GS | DR  |
|  | ---- | -------------------- | -- | - | - | - | - | -- | -- | --- |
|  | 1.   | Vigasio              | 13 | 6 | 4 | 1 | 1 | 12 | 5  | +7  |
|  | 2.   | Borgoricco           | 12 | 5 | 4 | 0 | 1 | 16 | 4  | +12 |
|  | 3.   | Schio                | 11 | 6 | 3 | 2 | 1 | 10 | 5  | +5  |
|  | 4.   | Bassano              | 10 | 4 | 3 | 1 | 0 | 10 | 2  | +8  |
|  | 5.   | Montecchio Maggiore  | 10 | 4 | 3 | 1 | 0 | 11 | 5  | +6  |
|  | 6.   | Belfiorese           | 9  | 5 | 2 | 3 | 0 | 10 | 6  | +4  |
|  | 7.   | Arcella              | 8  | 4 | 2 | 2 | 0 | 9  | 2  | +7  |
|  | 8.   | Garda                | 8  | 5 | 2 | 2 | 1 | 7  | 5  | +2  |
|  | 9.   | Valgatara            | 8  | 5 | 2 | 2 | 1 | 5  | 4  | +1  |
|  | 10.  | Pescantina Settimo   | 7  | 6 | 2 | 1 | 3 | 9  | 11 | -2  |
|  | 11.  | Villafranca Veronese | 7  | 6 | 2 | 1 | 3 | 7  | 9  | -2  |
|  | 12.  | Castelbaldo Masi     | 6  | 6 | 1 | 3 | 2 | 11 | 10 | +1  |
|  | 13.  | Pozzonovo            | 6  | 6 | 1 | 3 | 2 | 6  | 6  | 0   |
|  | 14.  | San Giorgio in Bosco | 4  | 5 | 1 | 1 | 3 | 4  | 10 | -6  |
|  | 15.  | Abano                | 4  | 6 | 1 | 1 | 4 | 12 | 14 | -2  |
|  | 16.  | Cerealdocks Camisano | 2  | 4 | 0 | 2 | 2 | 4  | 7  | -3  |
|  | 17.  | Albignasego          | 2  | 5 | 0 | 2 | 3 | 7  | 15 | -8  |
|  | 18.  | San Martino Speme    | 0  | 6 | 0 | 0 | 6 | 3  | 33 | -30 |

Legenda:
       Promossa in Serie D 2021-2022.
      Ammessa ai play-off nazionali.
 Ai play-off o ai play-out.
       Retrocessa in Promozione Veneto 2021-2022.
Regolamento:
Tre punti a vittoria, uno a pareggio, zero a sconfitta.
In caso di arrivo di due o più squadre a pari punti, la graduatoria verrà stilata secondo la classifica avulsa tra le squadre interessate che prevede, in ordine, i seguenti criteri:
- Punti negli scontri diretti.
- Differenza reti negli scontri diretti.
- Differenza reti generale.
- Reti realizzate in generale.
- Sorteggio.

Note:

#### Risultati

##### Tabellone
- aggiornati al 25 ottobre 2020

|                      | Aba  | Alb  | Arc  | Bas  | Bel  | Bor  | Cam  | Cas  | Gar  | Mon  | Pes  | Poz  | SGB  | SMS  | Sch  | Val  | Vig  | Vil  |
| -------------------- | ---- | ---- | ---- | ---- | ---- | ---- | ---- | ---- | ---- | ---- | ---- | ---- | ---- | ---- | ---- | ---- | ---- | ---- |
| Abano Calcio         | –––– | -    | 0-2  | 0-2  | -    | -    | -    | r    | -    | -    | 3-4  | -    | -    | 8-2  | -    | 1-1  | -    | -    |
| Albignasego Calcio   | -    | –––– | -    | -    | -    | -    | -    | -    | -    | -    | -    | 1-1  | -    | -    | -    | -    | -    | -    |
| Arcella              | -    | -    | –––– | -    | -    | -    | r    | -    | -    | -    | -    | -    | -    | -    | -    | -    | -    | 1-1  |
| Bassano 1903         | -    | -    | -    | –––– | -    | -    | -    | -    | -    | r    | -    | -    | -    | -    | -    | -    | -    | 2-0  |
| Belfiorese           | -    | 4-1  | r    | 2-2  | –––– | -    | -    | -    | -    | -    | -    | -    | -    | -    | -    | 0-0  | -    | -    |
| Borgoricco           | -    | -    | -    | r    | -    | –––– | -    | -    | -    | 0-1  | -    | -    | 5-2  | -    | -    | -    | -    | -    |
| Camisano Calcio 1910 | -    | -    | -    | -    | -    | -    | –––– | 2-2  | 1-1  | r    | -    | -    | -    | -    | 1-2  | -    | -    | -    |
| Castebaldo Masi      | 5-2  | -    | -    | -    | 2-2  | -    | -    | –––– | -    | -    | -    | -    | -    | -    | -    | -    | -    | -    |
| Garda                | -    | -    | -    | -    | 1-2  | -    | -    | -    | –––– | -    | -    | -    | -    | -    | -    | -    | 2-0  | -    |
| Montecchio Maggiore  | -    | -    | -    | -    | -    | -    | -    | -    | -    | –––– | -    | -    | -    | 5-1  | 1-1  | -    | -    | -    |
| Pescantina Settimo   | -    | -    | -    | -    | -    | 1-3  | -    | 2-1  | 1-1  | -    | –––– | -    | 0-1  | -    | -    | -    | -    | -    |
| Pozzonovo            | -    | -    | -    | -    | -    | -    | -    | 1-1  | 1-2  | -    | -    | –––– | 2-0  | -    | 0-0  | -    | -    | -    |
| San Giorgio in Bosco | -    | 1-1  | -    | -    | -    | -    | -    | -    | -    | -    | -    | -    | –––– | -    | -    | s    | 0-2  | -    |
| San Martino Speme    | -    | -    | 0-5  | 0-4  | -    | 0-6  | -    | -    | -    | -    | -    | -    | -    | –––– | -    | -    | -    | -    |
| Schio Calcio         | 2-1  | -    | -    | -    | -    | -    | -    | -    | -    | -    | -    | -    | -    | 5-0  | –––– | -    | -    | -    |
| Valgatara            | -    | -    | -    | -    | -    | -    | 2-0  | -    | -    | 2-1  | -    | 2-1  | -    | -    | -    | –––– | -    | -    |
| Vigasio              | -    | 5-1  | 1-1  | -    | -    | -    | -    | -    | -    | -    | -    | -    | -    | -    | -    | 2-0  | –––– | -    |
| Villafranca Veronese | -    | -    | -    | -    | -    | 0-2  | -    | 1-0  | -    | 3-4  | -    | -    | -    | -    | 2-0  | -    | -    | –––– |

### Girone B

#### Squadre partecipanti
| Club                                     | Città                      | Stadio                             | Stagione precedente           |
| ---------------------------------------- | -------------------------- | ---------------------------------- | ----------------------------- |
| F.C. Calvi Noale S.S.D. a r.l.           | Noale (VE)                 | Stadio Azzurri d'Italia 2006       | 5° in Eccellenza/B.           |
| A.D.C. Eclisse CareniPievigina           | Pieve di Soligo (TV)       | Stadio comunale                    | 12° in Eccellenza/B.          |
| Giorgione                                | Castelfranco Veneto (TV)   | Stadio Giuseppe Ostani             | 4° in Eccellenza/A.           |
| A.S.D. Godigese                          | Castello di Godego (TV)    | Stadio comunale                    | 15° in Eccellenza/A.          |
| Calcio Istrana 1964 A.S.D.               | Istrana (TV)               | Stadio comunale                    | 7° in Eccellenza/B.           |
| A.S.D. Liapiave                          | San Polo di Piave (TV)     | Stadio comunale                    | 10° in Eccellenza/B.          |
| A.S.D. Liventina                         | Motta di Livenza (TV)      | Stadio Luigino Samassa             | 4° in Eccellenza/B.           |
| A.S.D. Calcio Montello                   | Volpago del Montello (TV)  | Stadio comunale                    | 15° in Eccellenza/B.          |
| Opitergina                               | Oderzo (TV)                | Stadio Opitergium                  | 1° in Promozione/D (promosso) |
| Portogruaro                              | Portogruaro (VE)           | Stadio Piergiovanni Mecchia        | 2° in Eccellenza/B.           |
| A.C.D. Portomansuè                       | Portobuffolé e Mansuè (TV) | Stadio comunale di Mansuè          | 3° in Eccellenza/B.           |
| G.S.D. Real Martellago                   | Martellago (VE)            | Stadio comunale                    | 14° in Eccellenza/B.          |
| A.C.D. Robeganese-Fulgor Salzano         | Salzano (VE)               | Stadio comunale di Salzano         | 11° in Eccellenza/B.          |
| A.C. Sandonà 1922 A.S.D.                 | San Donà di Piave (VE)     | Stadio Verino Zanutto              | 6° in Eccellenza/B.           |
| S.S.D. Scardovari                        | Scardovari (RO)            | Stadio comunale "Moreno De Bei"    | 2° in Promozione/C (promosso) |
| S.S.D. A.R.L. FC Spinea 1966             | Spinea (VE)                | Stadio comunale "Salvador Allende" | 8° in Eccellenza/B.           |
| F.C. Union Pro 1928 S.S.D. a r.l.        | Mogliano Veneto (TV)       | Stadio comunale di Mogliano Veneto | 13° in Eccellenza/B.          |
| A.S.D. Vittorio Falmec San Martino Colle | Vittorio Veneto (TV)       | Stadio Paolo Barison               | 9° in Eccellenza/B.           |

#### Classifica
- aggiornata al 25 ottobre 2020[5]

|  | Pos. | Squadra                   | Pt | G | V | N | P | GF | GS | DR  |
|  | ---- | ------------------------- | -- | - | - | - | - | -- | -- | --- |
|  | 1.   | Portomansuè               | 13 | 6 | 4 | 1 | 1 | 15 | 5  | +10 |
|  | 2.   | Istrana                   | 12 | 5 | 4 | 0 | 1 | 8  | 2  | +6  |
|  | 3.   | Sandonà 1922              | 11 | 6 | 3 | 2 | 1 | 15 | 9  | +6  |
|  | 4.   | Giorgione                 | 10 | 4 | 3 | 1 | 0 | 8  | 2  | +6  |
|  | 5.   | Opitergina                | 10 | 6 | 3 | 1 | 2 | 11 | 11 | 0   |
|  | 6.   | Liapiave                  | 10 | 6 | 3 | 1 | 2 | 7  | 6  | +1  |
|  | 7.   | Spinea 1966               | 9  | 5 | 2 | 3 | 0 | 6  | 3  | +3  |
|  | 8.   | Liventina                 | 9  | 6 | 3 | 0 | 3 | 11 | 7  | +4  |
|  | 9.   | Pievigina                 | 9  | 6 | 2 | 3 | 1 | 9  | 9  | 0   |
|  | 10.  | Portogruaro               | 8  | 5 | 2 | 2 | 1 | 7  | 4  | +3  |
|  | 11.  | Scardovari                | 8  | 6 | 2 | 2 | 2 | 8  | 10 | -2  |
|  | 12.  | Union Pro                 | 7  | 6 | 2 | 1 | 3 | 6  | 6  | 0   |
|  | 13.  | Calvi Noale               | 7  | 6 | 2 | 1 | 3 | 5  | 6  | -1  |
|  | 14.  | Robeganese-Fulgor Salzano | 6  | 6 | 1 | 3 | 2 | 8  | 12 | -4  |
|  | 15.  | Vittorio SMC              | 5  | 5 | 1 | 2 | 2 | 7  | 9  | -2  |
|  | 16.  | Real Martellago           | 4  | 6 | 1 | 1 | 4 | 2  | 11 | -9  |
|  | 17.  | Godigese                  | 2  | 6 | 0 | 2 | 4 | 6  | 14 | -8  |
|  | 18.  | Montello                  | 0  | 6 | 0 | 0 | 6 | 1  | 14 | -13 |

Legenda:
       Promossa in Serie D 2021-2022.
      Ammessa ai play-off nazionali.
 Ai play-off o ai play-out.
       Retrocessa in Promozione Veneto 2021-2022.
Regolamento:
Tre punti a vittoria, uno a pareggio, zero a sconfitta.
In caso di arrivo di due o più squadre a pari punti, la graduatoria verrà stilata secondo la classifica avulsa tra le squadre interessate che prevede, in ordine, i seguenti criteri:
- Punti negli scontri diretti.
- Differenza reti negli scontri diretti.
- Differenza reti generale.
- Reti realizzate in generale.
- Sorteggio.

Note:

#### Risultati

##### Tabellone
- aggiornati al 25 ottobre 2020

|                            | Cal  | Ecl  | Gio  | God  | Ist  | Lia  | Liv  | Mon  | Opi  | PoC  | Por  | ReM  | RFS  | SaD  | Sca  | Spi  | Uni  | VFC  |
| -------------------------- | ---- | ---- | ---- | ---- | ---- | ---- | ---- | ---- | ---- | ---- | ---- | ---- | ---- | ---- | ---- | ---- | ---- | ---- |
| Calvi Noale                | –––– | 2-2  | -    | -    | 1-0  | -    | -    | -    | -    | 0-1  | -    | 2-0  | 1-1  | -    | -    | -    | -    | -    |
| Eclisse Carenipievigina    | -    | –––– | -    | -    | -    | -    | -    | -    | -    | -    | -    | -    | -    | 0-4  | -    | -    | -    | -    |
| Giorgione Calcio 2000      | -    | 1-1  | –––– | -    | -    | -    | -    | -    | -    | r    | 1-0  | -    | -    | -    | -    | -    | -    | r    |
| Godigese                   | -    | 1-3  | -    | –––– | 1-3  | -    | -    | -    | -    | -    | 1-4  | -    | -    | -    | -    | -    | -    | -    |
| Istrana Calcio 1964        | -    | -    | -    | -    | –––– | 1-0  | -    | -    | -    | -    | -    | -    | -    | -    | -    | -    | 2-0  | -    |
| Liapiave                   | -    | -    | -    | -    | -    | –––– | 2-1  | -    | -    | -    | -    | -    | -    | -    | 1-1  | 2-0  | 0-2  | -    |
| Liventina                  | 2-0  | -    | -    | -    | -    | -    | –––– | -    | -    | -    | -    | 1-2  | -    | -    | -    | -    | -    | -    |
| Montello                   | -    | 0-2  | 0-2  | -    | -    | -    | -    | –––– | -    | -    | 0-4  | -    | -    | -    | -    | -    | -    | -    |
| Opitergina                 | -    | -    | 1-4  | 1-1  | -    | -    | -    | -    | –––– | -    | -    | -    | -    | -    | -    | -    | -    | 3-0  |
| Portogruaro Calcio         | -    | -    | -    | 0-0  | -    | 1-2  | -    | -    | -    | –––– | -    | -    | 2-2  | -    | -    | -    | -    | -    |
| Portomansuè                | -    | -    | -    | -    | -    | -    | -    | -    | 3-0  | -    | –––– | -    | -    | 2-2  | -    | -    | -    | 2-1  |
| Real Martellago            | -    | -    | -    | -    | 0-2  | -    | -    | -    | -    | 0-3  | -    | –––– | -    | -    | 0-0  | -    | -    | -    |
| Robeganese F. Salzano      | -    | -    | -    | -    | -    | -    | 0-4  | -    | 2-4  | -    | -    | -    | –––– | -    | -    | 2-0  | 1-1  | -    |
| San Donà 1922              | -    | -    | -    | -    | -    | -    | 3-2  | 2-0  | 1-2  | -    | -    | -    | -    | –––– | -    | 3-3  | -    | -    |
| Spinea F.C. 1966           | -    | -    | -    | -    | r    | -    | -    | 1-0  | -    | -    | -    | -    | -    | -    | –––– | -    | 2-0  | -    |
| Scardovari                 | 1-0  | -    | -    | 3-2  | -    | -    | -    | -    | -    | -    | -    | -    | -    | -    | -    | –––– | -    | -    |
| Union Pro 1928             | -    | -    | -    | -    | -    | -    | 0-1  | -    | -    | -    | -    | 3-0  | -    | -    | -    | -    | –––– | -    |
| Vittorio Falmec S.M. Colle | -    | -    | -    | -    | -    | -    | -    | 3-1  | -    | -    | -    | -    | -    | -    | 2-2  | 1-1  | -    | –––– |

## Ripresa in primavera e nuovo Format
A marzo 2021 il Comitato regionale rende nota le modalità di ripresa con i nuovi format. Le società possono scegliere se riprendere oppure terminare la stagione, non ci saranno retrocessioni in Promozione.
Dopo le adesioni si formano due gironi, comprensive di due squadre del Comitato del Friuli Venezia Giulia (Pro Gorizia e San Luigi di Trieste). Le prime di ogni girone saranno promosse in Serie D. 
La partenza è fissata per il 18 aprile, l'ultima giornata invece il 6 giugno. Per quanto riguarda gli orari si giocherà alle 15.30 ad aprile, alle 16.30 a maggio e alle 17 a giugno.

### Girone A

#### Classifica finale
|  | Pos. | Squadra              | Pt | G | V | N | P | GF | GS | DR |
|  | ---- | -------------------- | -- | - | - | - | - | -- | -- | -- |
|  | 1.   | San Martino Speme    | 16 | 8 | 5 | 1 | 2 | 16 | 13 | +3 |
|  | 2.   | Villafranca Veronese | 15 | 8 | 4 | 3 | 1 | 14 | 7  | +7 |
|  | 3.   | Arcella              | 14 | 8 | 4 | 2 | 2 | 8  | 7  | +1 |
|  | 4.   | Valgatara            | 13 | 8 | 4 | 1 | 3 | 14 | 15 | -1 |
|  | 5.   | Bassano              | 11 | 8 | 3 | 2 | 3 | 13 | 11 | +2 |
|  | 6.   | Montecchio Maggiore  | 11 | 8 | 3 | 2 | 3 | 9  | 7  | +2 |
|  | 7.   | Vigasio              | 9  | 8 | 3 | 0 | 5 | 8  | 11 | -3 |
|  | 8.   | Cerealdocks Camisano | 7  | 8 | 2 | 1 | 5 | 8  | 15 | -7 |
|  | 9.   | Schio                | 5  | 8 | 1 | 2 | 5 | 9  | 13 | -4 |

Legenda:
       Promossa in Serie D 2021-2022.
Regolamento:
Tre punti a vittoria, uno a pareggio, zero a sconfitta.
In caso di arrivo di due o più squadre a pari punti, la graduatoria verrà stilata secondo la classifica avulsa tra le squadre interessate che prevede, in ordine, i seguenti criteri:
- Punti negli scontri diretti.
- Differenza reti negli scontri diretti.
- Differenza reti generale.
- Reti realizzate in generale.
- Sorteggio.

Note:

### Girone B

#### Classifica finale
|  | Pos. | Squadra                   | Pt | G | V | N | P | GF | GS | DR  |
|  | ---- | ------------------------- | -- | - | - | - | - | -- | -- | --- |
|  | 1.   | Spinea 1966               | 20 | 9 | 6 | 2 | 1 | 14 | 5  | +9  |
|  | 2.   | Giorgione                 | 18 | 9 | 6 | 0 | 3 | 20 | 10 | +10 |
|  | 3.   | Calvi Noale               | 17 | 9 | 5 | 2 | 2 | 17 | 12 | +5  |
|  | 4.   | Sandonà 1922              | 14 | 9 | 4 | 2 | 3 | 18 | 14 | +4  |
|  | 5.   | Portogruaro               | 13 | 9 | 4 | 1 | 4 | 10 | 9  | +1  |
|  | 6.   | Liventina                 | 12 | 9 | 3 | 3 | 3 | 11 | 12 | -1  |
|  | 7.   | Real Martellago           | 11 | 9 | 3 | 2 | 4 | 13 | 17 | -4  |
|  | 8.   | Pro Gorizia               | 8  | 9 | 2 | 2 | 5 | 9  | 14 | -5  |
|  | 9.   | Robeganese-Fulgor Salzano | 6  | 9 | 1 | 3 | 5 | 9  | 14 | -5  |
|  | 10.  | San Luigi                 | 6  | 9 | 1 | 3 | 5 | 9  | 24 | -15 |

Legenda:
       Promossa in Serie D 2021-2022.
Regolamento:
Tre punti a vittoria, uno a pareggio, zero a sconfitta.
In caso di arrivo di due o più squadre a pari punti, la graduatoria verrà stilata secondo la classifica avulsa tra le squadre interessate che prevede, in ordine, i seguenti criteri:
- Punti negli scontri diretti.
- Differenza reti negli scontri diretti.
- Differenza reti generale.
- Reti realizzate in generale.
- Sorteggio.

Note: